# Philadelphus tomentosus
Philadelphus tomentosus är en hortensiaväxtart som beskrevs av Nathaniel Wallich. Philadelphus tomentosus ingår i släktet schersminer, och familjen hortensiaväxter.

## Underarter
Arten delas in i följande underarter:
- P. t. lancifolius
- P. t. nepalensis